# Stajkovce (Vlasotince)
Pour les articles homonymes, voir Stajkovce.
Stajkovce (en serbe cyrillique : Стајковце) est une localité de Serbie située dans la municipalité de Vlasotince, district de Jablanica. Au recensement de 2011, elle comptait 1 510 habitants.
Stajkovce, officiellement classé parmi les villages de Serbie, est situé sur les bords de la Vlasina, un affluent droit de la Južna Morava.

## Démographie

### Évolution historique de la population
| 1948  | 1953  | 1961  | 1971  | 1981  | 1991  | 2002  | 2011  |
| ----- | ----- | ----- | ----- | ----- | ----- | ----- | ----- |
| 1 204 | 1 308 | 1 337 | 1 379 | 1 457 | 1 515 | 1 603 | 1 510 |

|  |